# Cantonul Gourbeyre
Cantonul Gourbeyre este un canton din arondismentul Basse-Terre, Guadelupa, Franța.

## Comune
- Gourbeyre : 7 632 locuitori